# Pachto
Pour les articles homonymes, voir Afghani.
Cet article concerne la langue pachtoune. Pour le peuple pachtoune, voir Pachtounes.
Le pachto (endonyme : پښتو,) connu dans la littérature persane sous le nom d'afghani (افغانی, afghāni) est une langue indo-européenne de la famille des langues iraniennes orientales. Il est parlé en Afghanistan (dont il est l'une des deux langues officielles, avec le dari, une variété du persan), ainsi qu'au Pakistan, et compte environ 45 millions de locuteurs au total. Les locuteurs de cette langue sont les Pachtounes. Cette langue s'écrit au moyen d'un alphabet arabe modifié.
Le pachto est composé de deux dialectes principaux, celui de Kandahar et celui de Paktiya (ou de Peshawar). C'est aussi la langue administrative et diplomatique de l'Afghanistan.
Il comprend de nombreux mots persans, mais est très éloigné de cette langue, dont il s'est différencié à une date inconnue, mais très probablement avant le VIe siècle av. J.-C..
Le pachto a plusieurs dialectes, entre l'Afghanistan et le Pakistan.

## Répartition géographique

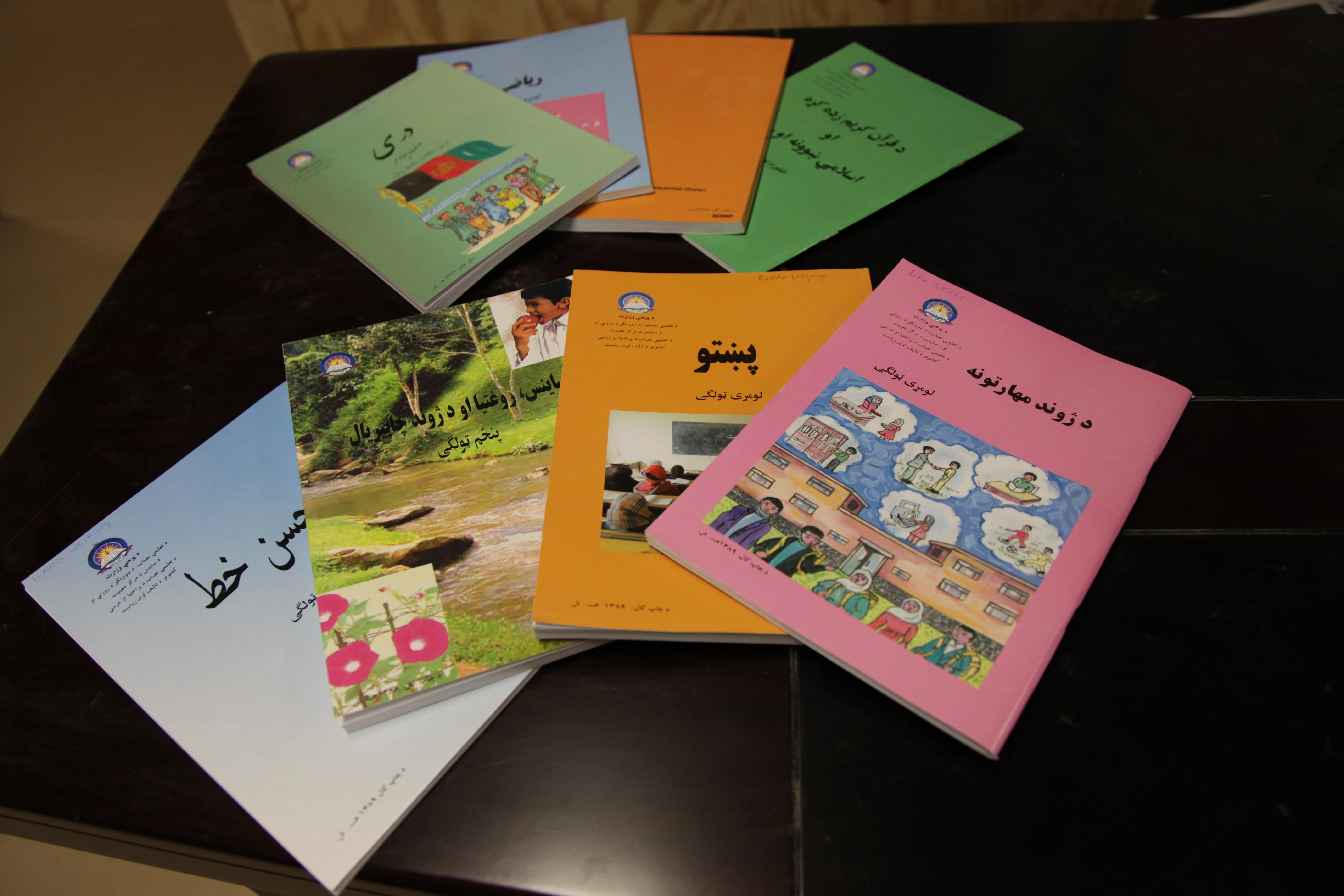
Livres afghans en pachto.

En Afghanistan, le pachto est surtout parlé dans l’est, le sud et le sud-ouest du pays, ainsi que dans certaines régions du nord et du nord-ouest, à la suite des migrations récentes. Le World Factbook 2009 de la CIA estime que 35 % de la population afghane utilise le pachto comme première langue.
Au Pakistan, il est parlé par environ 40 millions de personnes, soit le cinquième de la population, dans la province de Khyber Pakhtunkhwa, dans les zones tribales et dans le nord du Baloutchistan. On trouve également des communautés pachtophones dans le Sind (Karachi et Hyderabad). Karachi abrite une importante communauté de Pachtounes (6 millions)[réf. nécessaire].
On trouve d’autres communautés pachtophones dans le nord-est de l’Iran, au Tadjikistan, en Uttar Pradesh (Inde) et dans le sud-ouest du Cachemire. Mais cet espace pachtophone est très vaste : les airs d'une chanteuse comme Zarsanga, s'exprimant en pachto, s'écoutent aussi dans le golfe Persique : « Il y a eu une forte émigration vers les pays du Golfe dans les années 1970. À Dubaï ou Abou Dhabi, ils ont conservé un statut particulier, basé sur la fierté et le lien tribal. »

## Histoire
La littérature pachto apparaît au xvie siècle sous forme de poèmes. Le plus ancien texte écrit connu est un ouvrage multilingue de poésie religieuse en arabe et en pachto écrit par Pir Roshan (en) et le premier ouvrage littéraire a été écrit par Khoshal Khan Khattak  dans le dialecte de Kandahar au XVIIe siècle.

## Écriture
Plusieurs lettres sont introduites dans le manuscrit Khayr al-Bayān (en) de Pir Roshan (Bāyazīd Khān Ansārī).
Au XVIIe siècle, Khoshal Khan Khattak adapte l’alphabet perso-arabe au dialecte khattak du pachto, notamment avec des lettres diacritées avec un hamza suscrit ou souscrit.
| Moderne                | ګ | ټ | ډ | ړ | ڼ  | څ | ځ | ښ | ږ  | ږ |
| ---------------------- | - | - | - | - | -- | - | - | - | -- | - |
| Bayazid                | ګ | ټ | ډ | ړ | ڼ  | څ | ڊ | ښ | ·د | ږ |
| Khoshal                | کٔ | تٕ | دٔ | رٔ | ںٔ  | ڃٕ | حٕ | سٔ | ژ  | ژ |
| Standard (XIXe siècle) | ګ | ټ | ډ | ړ | نړ | څ | څ | ښ | ږ  | ږ |

| ا ā /ɑ, a/ | ب b /b/   | پ p /p/   | ت t /t/    | ټ ṭ /ʈ/             | ث (s) /s/     | ج ǧ /d͡ʒ/ | ځ g, dz /d͡z/            | چ č /t͡ʃ/ | څ c, ts /t͡s/    | ح (h) /h/               | خ x /x/                 |
| د d /d/    | ډ ḍ /ɖ/   | ﺫ (z) /z/ | ﺭ r /r/    | ړ ṛ /ɺ, ɻ, ɽ/       | ﺯ z /z/       | ژ ž /ʒ/  | ږ ǵ (or ẓ̌) /ʐ, ʝ, ɡ, ʒ/ | س s /s/  | ش š /ʃ/         | ښ x̌ (or ṣ̌) /ʂ, ç, x, ʃ/ | ښ x̌ (or ṣ̌) /ʂ, ç, x, ʃ/ |
| ص (s) /s/  | ض (z) /z/ | ط (t) /t/ | ظ (z) /z/  | ع (ā) /ɑ/           | غ ğ /ɣ/       | ف f /f/  | ق q /q/                 | ک k /k/  | ګ ģ /ɡ/         | ل l /l/                 | ل l /l/                 |
| م m /m/    | ن n /n/   | ڼ ṇ /ɳ/   | ں ̃ , ń /◌̃/ | و w, u, o /w, u, o/ | ه h, a /h, a/ | ۀ ə /ə/  | ي y, i /j, i/           | ې e /e/  | ی ay, y /ai, j/ | ۍ əi /əi/               | ئ əi, y /əi, j/         |